# NGC 2636
NGC 2636 ist eine elliptische Zwerggalaxie vom Hubble-Typ E0 im Sternbild Camelopardalis am Nordsternhimmel. Sie ist schätzungsweise 98 Millionen Lichtjahre von der Milchstraße entfernt und hat einen Durchmesser von etwa 10.000 Lichtjahren. Wahrscheinlich bildet sie mit IC 2389 ein gravitativ gebundenes Paar.
 Im selben Himmelsareal befinden sich weiterhin u. a. die Galaxien NGC 2629, NGC 2633, NGC 2634, NGC 2646.
Das Objekt wurde am 27. Juli 1883 von Ernst Wilhelm Leberecht Tempel entdeckt.